# Imphal East
Der Distrikt Imphal East ist ein Distrikt im indischen Bundesstaat Manipur. Verwaltungssitz ist der Ort Porompat.

## Geografie
Der Distrikt Imphal East liegt im Zentrum Manipurs. Die Fläche des Distrikts beträgt seit der Abspaltung des Distrikts Jiribam noch 477 Quadratkilometer. Weite Teile des Distrikts sind Bergland und werden von zahlreichen Flüssen und Bächen entwässert. Im Sommer erreichen die Tagestemperaturen Spitzenwerte um die 40 Grad. Wegen der Höhenlage sinken die Temperaturen in den kälteren Monaten nachts bis hinunter auf 1 Grad. Die Regenmenge ist sehr unterschiedlich und schwankt von 813 mm bis 3400 mm pro Jahr.
Nachbardistrikte sind Kangpokpi im Nordwesten, Norden und Osten, Thoubal im Süden sowie Imphal West im Westen.

## Geschichte
Im späten 19. Jahrhundert eroberten die Briten die Region und das Gebiet wurde Teil von Manipur innerhalb Bengalens. Im Zweiten Weltkrieg lag er nahe der Front zwischen Briten und Japanern. Nach der indischen Unabhängigkeit vollzog Manipur 1949 den Anschluss an Indien. Der Distrikt gehörte bis 1969 zum Distrikt Manipur Central. Von da an bis zum 17. Juni 1997 zum Distrikt Imphal. Damals wurde Distrikt Imphal in die beiden Distrikte Imphal East und Imphal West aufgeteilt. Am 6. Dezember 2016 wurde die westliche Exklave, die Sub-Division Jiribam, von Imphal East abgetrennt. Daraus entstand der neue Distrikt Jiribam.

## Bevölkerung

### Übersicht
Nach der Volkszählung 2011 hat der Distrikt Imphal East 412.275 Einwohner. Bei 864 Einwohnern pro Quadratkilometer ist der Distrikt sehr dicht besiedelt. Der Distrikt ist überwiegend ländlich geprägt und hat einen überdurchschnittlichen Alphabetisierungsgrad. Der Distrikt Imphal East gehört zu den Gebieten Manipurs, die nur wenig von Angehörigen der anerkannten Stammesgemeinschaften (scheduled tribes) und Dalit (scheduled castes) besiedelt sind.

### Bevölkerungsentwicklung
Wie überall in Indien wächst die Einwohnerzahl im Distrikt Imphal East seit Jahrzehnten stark an. Die Zunahme betrug in den Jahren 2001–2011 mehr als 15 Prozent (15,47 %). In diesen zehn Jahren nahm die Bevölkerung um mehr als 55.000 Menschen zu. Die genauen Zahlen verdeutlicht folgende Tabelle:

### Bedeutende Orte
Insgesamt gibt es im Distrikt 14 Orte, die als Städte (towns und census towns) gelten. Deshalb ist der Anteil der städtischen Bevölkerung im Distrikt recht hoch. Denn 175.864 der 412.275 Einwohner oder 42,66 % leben in städtischen Gebieten. Die Orte mit mehr als 6000 Einwohnern sind:

### Bevölkerung des Distrikts nach Geschlecht
Der Distrikt hat ein Gleichgewicht zwischen männlichen und weiblichen Personen. Dies ist für Indien eher unüblich, denn im Landesdurchschnitt überwiegt klar der Anteil der männlichen Bevölkerung. Die Geschlechterverteilung zeigt folgende Tabell:
| Verteilung der Bevölkerung nach Geschlecht im Distrikt Imphal East |                   |                   |                   |                   |                   |                   |                   |                   |                   |                   |
|                                                                    | Volkszählung 1971 | Volkszählung 1971 | Volkszählung 1981 | Volkszählung 1981 | Volkszählung 1991 | Volkszählung 1991 | Volkszählung 2001 | Volkszählung 2001 | Volkszählung 2011 | Volkszählung 2011 |
| Anzahl                                                             | Anteil            | Anzahl            | Anteil            | Anzahl            | Anteil            | Anzahl            | Anteil            | Anzahl            | Anteil            |                   |
| GESAMT                                                             | 169.937           | 100 %             | 228.728           | 100 %             | 296.414           | 100 %             | 357.048           | 100 %             | 412.275           | 100 %             |
| Männer                                                             | 84.981            | 50,01 %           | 115.027           | 50,29 %           | 150.383           | 50,73 %           | 179.342           | 50,23 %           | 203.555           | 49,37 %           |
| Frauen                                                             | 84.956            | 49,99 %           | 113.701           | 49,71 %           | 146.031           | 49,27 %           | 177.706           | 49,77 %           | 208.720           | 50,63 %           |

### Bevölkerung des Distrikts nach Volksgruppen
In Indien teilt man die Bevölkerung in die drei Kategorien general population, scheduled castes und scheduled tribes ein. Die scheduled castes (anerkannte Kasten) mit (2011) 8.414 Menschen (2,04 Prozent der Bevölkerung) werden heutzutage Dalit genannt (früher auch abschätzig Unberührbare betitelt). Die scheduled tribes sind die anerkannten Stammesgemeinschaften mit (2011) 22.167 Menschen (5,38 Prozent der Bevölkerung), die sich selber als Adivasi bezeichnen. Zu ihnen gehören in Manipur 33 Volksgruppen. Aufgrund der Sprache (Zahlen für die Volksgruppen sind nur bis Distriktshöhe veröffentlicht) sind die Kabui, Tangkhul, Thado, Kuki und Kom die wichtigsten Gruppen innerhalb der anerkannten Stammesgemeinschaften im heutigen Distrikt.

### Bevölkerung des Distrikts nach Sprachen
Fast die ganze Bevölkerung des Distrikts Imphal East spricht eine tibetobirmanische Sprache. Auf die Hauptsprache Meitei (auch Manipuri genannt) entfallen über 91 Prozent. Weitere in der Region heimische Sprachen sind Kabui, Tangkhul, Thado, Kuki und Kom. Weniger als vier Prozent der Einwohnerschaft spricht eine Sprache von Zugewanderten. Meistgesprochene dieser Sprachen sind Nepali, Alltagshindi (meist nur Hindi genannt) und die Hindisprache Bhojpuri.
| Jahr                                   | Meitei  | Meitei | Nepali | Nepali | Kabui | Kabui | Tangkhul | Tangkhul | Hindi | Hindi | Thado | Thado | Kuki | Kuki | Bhojpuri | Bhojpuri | Kom  | Kom  | Gesamt  | Gesamt |
| Jahr                                   | Zahl    | %      | Zahl   | %      | Zahl  | %     | Zahl     | %        | Zahl  | %     | Zahl  | %     | Zahl | %    | Zahl     | %        | Zahl | %    | Zahl    | %      |
| -------------------------------------- | ------- | ------ | ------ | ------ | ----- | ----- | -------- | -------- | ----- | ----- | ----- | ----- | ---- | ---- | -------- | -------- | ---- | ---- | ------- | ------ |
| 2011                                   | 375.207 | 91,01  | 6851   | 1,66   | 6320  | 1,53  | 4205     | 1,05     | 3330  | 0,81  | 2439  | 0,59  | 2057 | 0,50 | 1958     | 0,47     | 1761 | 0,43 | 412.275 | 100,00 |
| Quelle: Ergebnis der Volkszählung 2011 |         |        |        |        |       |       |          |          |       |       |       |       |      |      |          |          |      |      |         |        |

### Bevölkerung des Distrikts nach Bekenntnissen
Die Bewohner bekennen sich mehrheitlich zum Hinduismus. Die Muslime, traditionelle Religionen und Christen bilden allerdings bedeutende religiöse Minderheiten. Ungewöhnlich für Indien ist die sprachliche Einheit bei gleichzeitiger religiöser Durchmischung. Ein Teil der Manipuri ist hinduistisch, andere Manipuri sind Muslime und Anhänger Ethnischer Religionen. Die Hindus sind in allen drei Subdivisionen die Bevölkerungsmehrheit mit Anteilen zwischen 54,47 % und 63,69 %. Die Subdivision Keirao Bitra hat mit 27.731 Personen oder 33,81 % Bevölkerungsanteil eine starke muslimische Minderheit. Auch in der Subdivision Porompat sind die Muslime mit 33.424 Personen oder 13,69 % der dortigen Einwohnerschaft gut vertreten. Die Anhängerschaft der Ethnischen Religionen hat ihre Hochburgen in den Subdivisionen Sawombung (24.712 Personen oder 28,68 %) und Porompat (36.436 Personen oder 14,93 %). Die Subdivision Porompat ist das Gebiet, in dem die Christen den höchsten Bevölkerungsanteil haben (16.734 Personen oder 6,86 % der Bevölkerung).
Die genaue religiöse Zusammensetzung der Bevölkerung zeigt folgende Tabelle:
| Jahr                                   | Buddhisten | Buddhisten | Christen | Christen | Hindus  | Hindus | Jainas | Jainas | Muslime | Muslime | Sikhs | Sikhs | Andere | Andere | keine Angaben | keine Angaben | Gesamt  | Gesamt |
| Jahr                                   | Zahl       | %          | Zahl     | %        | Zahl    | %      | Zahl   | %      | Zahl    | %       | Zahl  | %     | Zahl   | %      | Zahl          | %             | Zahl    | %      |
| -------------------------------------- | ---------- | ---------- | -------- | -------- | ------- | ------ | ------ | ------ | ------- | ------- | ----- | ----- | ------ | ------ | ------------- | ------------- | ------- | ------ |
| 2011                                   | 612        | 0,15       | 21.515   | 5,22     | 253.853 | 61,51  | 56     | 0,01   | 65.265  | 15,83   | 168   | 0,04  | 69.173 | 16,78  | 1903          | 0,46          | 412.275 | 100,00 |
| Quelle: Ergebnis der Volkszählung 2011 |            |            |          |          |         |        |        |        |         |         |       |       |        |        |               |               |         |        |

## Bildung
Trotz bedeutender Anstrengungen ist das Ziel der vollständigen Alphabetisierung noch nicht ganz erreicht. Dennoch gehört der Distrikt zu den indischen Gebieten mit hoher Alphabetisierung. Doch gibt es gewaltige Unterschiede zwischen Geschlechtern und den Städten und der Landbevölkerung. Während bei den Männern in den Städten mehr als 9 von 10 lesen und schreiben können, ist dies bei den Frauen auf dem Land nur bei rund 7 von 10 Personen der Fall. Dies zeigt die folgende Tabelle:
| Alphabetisierung im Distrikt Imphal East |                   |                   |
| Einheit                                  | Volkszählung 2011 | Volkszählung 2011 |
| Einheit                                  | Anzahl            | Anteil            |
| GESAMT                                   | 296.996           | 82,61 %           |
| Männer                                   | 157.675           | 89,41 %           |
| Frauen                                   | 139.321           | 76,08 %           |
| STADT GESAMT                             | 134.932           | 87,05 %           |
| Stadt-Männer                             | 69.151            | 92,44 %           |
| Stadt-Frauen                             | 65.781            | 82,02 %           |
| LAND GESAMT                              | 162.064           | 79,25 %           |
| Land-Männer                              | 88.524            | 87,18 %           |
| Land-Frauen                              | 73.540            | 71,43 %           |
| Quelle: Ergebnis der Volkszählung 2011   |                   |                   |

## Verwaltung
Der Distrikt ist in heute in die drei Subdivisionen Keirao Bitra, Porompat und Sawombung aufgeteilt.